# هارا، ناگانو
هارا، ناگانو (به لاتین: Hara, Nagano) یک منطقهٔ مسکونی در ژاپن است که در Suwa District واقع شده‌است. هارا ۴۳٫۲۶ کیلومترمربع مساحت و ۷٬۵۰۶ نفر جمعیت دارد. تراکم جمعیت این منطقه 174 نفر در هر کیلومتر مربع است.